# Буконтово
Буконтово — деревня в Торжокском районе Тверской области, входит в состав Высоковского сельского поселения, до 2017 года входила в составе Ладьинского сельского поселения.

## География
Деревня находится в 15 км на восток от центра поселения посёлка Высокое и в 59 км на юг от города Торжка.

## История
Каменная церковь Воскресения Христова с приделами Казанской иконы Божией Матери и Покрова Пресвятой Богородицы возведена по подобию новоторжских культовых сооружений архитектора Н.А. Львова в 1790-1796 годах на средства помещиков Козловых взамен обветшалой одноименной деревянной обители, основанной не позднее первой половины XVI столетия. В 1880-х годах перестроена трапезная с добавлением Никольского, Знаменского и Пантелеймоновского приделов. Новая четырехъярусная колокольня сооружена в 1906 году. В 1930-х годах храм закрыт, разграблен, разрушены его венчания.
В конце XIX — начале XX века село входило в состав Дарского волости Старицкого уезда Тверской губернии. 
С 1929 года деревня входила в состав Дудоровского сельсовета Высоквского района Ржевского округа Западной области, с 1935 года — в составе Калининской области, с 1963 года — в составе Торжокского района, с 1994 года — в составе Дудоровского сельского округа, с 2005 года — в составе Ладьинского сельского поселения, с 2017 года — в составе Высоковского сельского поселения.

## Население
| 1859 | 1886 | 2002 | 2010 |
| ---- | ---- | ---- | ---- |
| 55   | ↗90  | ↘5   | ↘0   |

## Достопримечательности
В деревне расположена недействующая Церковь Воскресения Христова (1796).